# جولای پازرد
جولای پازرد (نام علمی: Ploceus flavipes) نام یک گونه از سرده جولاها است.